# Senaga Kamejirō

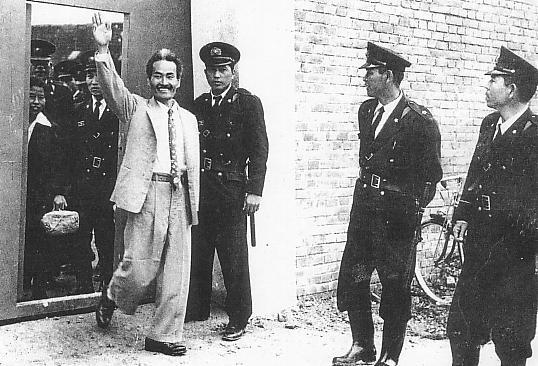
Entlassung aus dem Gefängnis

Senaga Kamejirō (japanisch 瀬長 亀次郎; geboren 10. Juni 1907 in Tomigusuku (Präfektur Okinawa); gestorben 5. Oktober 2001) war ein japanischer Politiker und Journalist.

## Leben und Wirken
Senaga Kamejirō besuchte nach der „Junten Junior High School“ (順天中学校) die „7. Höhere Schule“ in Kagoshima, wurde aber nach der Teilnahme an der „Sozialwissenschaftlichen Forschungsgruppe“ (社会科学研究会, Shakai kagaku kenkyūkai) und anderen Gruppen ausgewiesen. Wegen Verstoßes gegen das „Gesetz zur Erhaltung des Friedens“ (治安維持法, Chian iji-hō) kam er in Haft. Später diente er beim Militär, beteiligte sich aber auch innerhalb der Armee an Antikriegsaktivitäten.
Nach dem Zweiten Weltkrieg war Senaga von 1946 bis 1949 Herausgeber der US-Militärzeitung „Uruma Shimpō“ (うるま新報), der späteren „Ryūkyū Shimpō“. 1947 gründete er die „Okinawa People’s Party“ (沖縄人民党, Okinawa jimmin-tō) und wurde ihr Generalsekretär. Er stand an der Spitze der „Okinawa-Rückgabebewegung“ (沖縄の本土復帰運動). Im März 1952 weigerte er sich, bei der Einweihungszeremonie den Eid auf die Vereinigten Staaten abzulegen, nachdem er für die 1. Wahl zur „Gesetzgebenden Versammlung Ryūkyū“ Legislative Yuan (琉球立法院, Ryūkyū rippōin) gewählt worden war. Im Oktober 1954 wurde er verhaftet und kam zwei Jahre ins Gefängnis, weil er einen Kommunisten verborgen hatte. Im Dezember 1956 wurde er zum Bürgermeister der Stadt Naha gewählt, aber er wurde im folgenden Jahr von den Vereinigten Staaten entlassen. 1969 erhielt er den kommunistischen „Joliot-Curie-Friedenspreis“. Im November 1970 wurde er bei den Kokkai-Nachwahlen in Okinawa 1970 ins Unterhaus des japanischen Parlaments gewählt. Er wurde – in Abkürzung seines Vornamens Kamejirō – liebevoll „Kame-san“ (亀さん) – „Meister Schildkröte“ genannt.
1973, nachdem Okinawa wieder zu Japan gehörte, fusionierten seine Volkspartei und die Kommunistische Partei Japans. Er wurde dabei erster Präfekturvorsitzender und stellvertretender Zentralvorsitzender der Partei. Danach war er Vorsitzender der Reichstagsfraktion der Partei und wurde mehrfach wiedergewählt. 1990 zog er sich aus der Politik zurück. Zu seinen Veröffentlichungen gehört „Okinawa People’s Party“.